# Trashcan Darlings
Die Trashcan Darlings kommen aus Norwegens Hauptstadt Oslo und bezeichnen sich selbst als die Pioniere des Glam-Punk, einer Mischung aus Ramones, KISS, Sex Pistols und New York Dolls.

## Bandgeschichte
Gegründet wurden die Trashcan Darlings 1995 von Chris Damien Doll und Strange? Gentle. Lange suchten sie nach geeigneten Mitstreitern für ihre Band. In den folgenden Jahren kam es trotz der ständigen Besetzungswechsel immer wieder zu spektakulären Auftritten in Oslo. Von der damals praktizierten Bühnenshow, mit viel Blut, bekommt man auf dem Cover der 1999 erschienenen Debütsingle "I Just Wanna Die (On A Chemical High)" einen guten Eindruck. Heute hat die Band dieses „Bühnenhobby“ gegen Feuerwerk, Make-up und wildes Gepose eingetauscht. Nachdem man 1999 ein Label in Deutschland gefunden hatte, tourten sie ab dem Jahr 2000 ständig durch Deutschland, Österreich, Frankreich und die Schweiz. Das letzte Konzert der Band fand am 13. Dezember 2008 im John Dee Club in Oslo statt.

## Diskografie

### Alben
- Episode I: The Lipstick Menace (2002, LP East Side Records; 2004, CD East Side Records; 2005, CD Wizzard In Vinyl)
- Getting Away With Murder (2006, CD East Side Records/StrangeDolls Rec.; 2007, PicLP East Side Records)
- Real Fucking Make-Up (2008, CD StrangeDolls Rec.)

### Singles
- I Just Wanna Die (On A Chemical High) (1999, 7” StrangeDolls Rec.)
- Johnny Is A Drag-Queen (1999, 7” Siri)
- Gore Gore Boys And Splatter Pussies (2000, 10” East Side Records; 2000, MCD StrangeDolls Rec.)
- Holiday In My Head (2001, EP East Side Records)
- Trashcan Darlings / Silver (2002, Split 7" StrangeDolls Rec.)
- Trashcan Darlings / The Revolvers (2003, Split EP East Side Records)
- Tunes From The Trashcan (2004, 7" East Side Records; 2004, MCD StrangeDolls Rec.)

### DVD
- 10 Years Of Trash (2005 DVD StrangeDolls Rec.)